# Goochelaars ontmaskerd
Goochelaars ontmaskerd (Engelse titel: Breaking the magician's code: Magic's biggest secrets finally revealed) was een Amerikaans televisieprogramma dat tussen 1997 en 2009 werd uitgezonden op FOX en later op MyNetworkTV. In Nederland werd de show uitgezonden op SBS6 en RTL 5.
De gemaskerde illusionist (gespeeld door Val Valentino) legde in dit televisieprogramma de wijze waarop een Goocheltruc tot stand komt uit. Het eerste seizoen bestond uit vier afleveringen, met in laatste afleveringen de ontmaskering van de identiteit van de gemaskerde illusionist. Tussen de eerste serie, uitgezonden door FOX in 1997 en 1998 en de tweede serie, uitgezonden door MyNetworkTV in 2008 en 2009, werden er drie speciale afleveringen uitgezonden. In deze speciale afleveringen werden onder andere de goochelacts van een straatgoochelaar vertoond en werden de geheimen van zogenaamde paragnosten onthuld. 